# Liste der Monuments historiques in Mandres-en-Barrois
Die Liste der Monuments historiques in Mandres-en-Barrois führt die Monuments historiques in der französischen Gemeinde Mandres-en-Barrois auf.

## Liste der Objekte
| Bezeichnung      | Beschreibung                                           | Standort                     | Kennzeichnung | Schutzstatus | Datum | Bild |
| ---------------- | ------------------------------------------------------ | ---------------------------- | ------------- | ------------ | ----- | ---- |
| Kelch und Patene | Silber, vergoldet, zwischen 1838 und 1846              | in der Kirche St-Rémi (Lage) | PM55002033    | Inscrit      | 1994  |      |
| Monstranz        | Silber, vergoldet, zwischen 1819 und 1838              | in der Kirche St-Rémi (Lage) | PM55002032    | Inscrit      | 1994  |      |
| Paxtafel         | Messing, versilbert, erste Hälfte des 19. Jahrhunderts | in der Kirche St-Rémi (Lage) | PM55002034    | Inscrit      | 1994  |      |